# クロカタゾウムシ
クロカタゾウムシ（黒堅象虫、Pachyrhynchus infernalis）は ゾウムシの一種でゾウムシ科カタゾウムシ属に属する。

## 特徴
体長11～15mm。カタゾウムシ属（Pachyrhynchus）は鮮やかな光沢を放つ模様を持つことでよく知られるが、本種は模様のない漆黒の体色を呈する。
カタゾウムシ属は日本の八重山諸島からオーストラリアまで分布するが、特にフィリピンから多くの種が知られている。本種の日本における分布域はカタゾウムシ属の分布の北限にあたるため、本種が現在日本において生息が確認できるカタゾウムシ属唯一の種となっている。
本種が属するカタゾウムシ属 Pachyrhynchus は非常に硬い外骨格を持つことで知られ、本種もその例に漏れない。その硬さは標本作成用のステンレス製の針が刺さらずに曲がってしまうほどであるという。
クチクラの強度とひきかえに飛翔能力を喪失しており、左右の前翅は癒合して開くことができなくなり、後翅は退化している。また、本種をはじめとするゾウムシ上科の外骨格の強度は共生微生物ナルドネラ Nardonella の合成するチロシンによるものであることが明らかになっている
食草としてカンコノキが知られるほか、マンゴーに対する食害が報告されている。